# Клавдий Марий Виктор
Клавдий Марий Виктор (лат. Claudius Marius Victorius, также Викторин) — римский писатель

 V века из Массилии. Известен своим поэтическим переложением книги Бытия и своим письмом аббату Саломону.

## Биография
Марий Виктор упоминается в сочинении Геннадия Массилийского «О знаменитых мужах». В частности сообщается, что он умер в правление Феодосия II и Валентиниана III.

## Творчество
Главным дошедшим произведением Мария Виктория является поэма «Алетия» (лат. Alethia от др.-греч. ἀλήθεια, истина). Она представляет собой переложение книги Бытия, выполненное гекзаметром. Размер поэмы составляет 1020 строк, которые разделены на три книги. Поэма выполнена в эпическом стиле и разнообразна по содержания: в текст включены описания битв, молитвы и пророчества.
Кроме того, Марию Викторию принадлежит письмо к аббату Саломону. В нем он объясняет катастрофические вторжения варварских народов на территорию Римской империи Божьей волей.

## Издания и переводы

### На латыни
- Claudii Marii Victoris Oratoris Massiliensis Alethia / recens. et comm. crit. instruxit C. Schenkl // Poetae Christiani Minores 1. — Vindobonae, 1888. — P. 335—436.
- Claudius Marius Victorius. Alethia / Cura et studio P. F. Hovingh // Commodianus. Claudius Marius Victorius. CCSL 128. — Turnholti, 1960. — P. 115—193; 269—297.

### На французском
- Claudius Marius Victorius. Alethia. La priere et les vers 1-170 du livre I avec introd., trad. et comm. / door P. F. Hovingh. — Groningen/Djakarta, 1955.

### На итальянском
- Claudio Mario Vittorio. La veritа / Introd., trad. e note a cura di S. Papini. — Roma, 2006.

### На английском
- Claudius Marius Victorius. Alethia // Kuhnmuench O. P. Early Christian Latin Poets Архивная копия от 11 января 2017 на Wayback Machine. — Chicago, 1929. — pp. 333—346.
- Claudius Marius Victorius // Early Christian Latin poets. / C. White. — London, 2000. — P. 118—126.
- Abosso D. H. A Translation and Commentary on Claudius Marius Victor’s Alethia, 3.1-326 Архивная копия от 29 ноября 2020 на Wayback Machine. — University of Illinois at Urbana-Champaign, 2015.